# Encelia canescens
Encelia canescens és una espècie de planta de la família de les Asteràcies.

## Distribució
Creix espontàniament a Xile fins als 2.000 m d'altitud als Andes, i a Perú i Bolívia a les valls altes andines fins als 3.500 msnm.

## Descripció
Petit arbust perenne amb moltes branques, que aconsegueix arribar a mesurar fins a 80 cm d'alçada. Tiges estriat-solcades, fullatge de color variable, de verd a cendra. Fulles de color verd pàl·lid, alternes, oblongues, de 3 a 7 cm de longitud x 0,7 a 2 cm d'ample, llargament peciolades, glabres o pubescents en ambdues cares. Inflorescències en capítols terminals, amb des de 8 a 14 pètals de color groc en margarida, amb el centre marró fosc. Flors hermafrodites, on cada flor té 5 estams i un pistil amb estigma bífid. El fruit és un aqueni pubescent de 5 mm de longitud.

## Usos
La medicina tradicional li atribueix a la decocció de les fulles diverses propietats; amb una mica de mel es fa servir per a tractar malalties pulmonars; asserenada i en dejú es pren per alleujar la icterícia i amb les tiges com diürètic i per alleujar el dolor estomacal. La infusió de les fulles i tiges s'usa per intentar regularitzar el flux menstrual. les fulles fresques o la resina es masteguen per blanquejar les dents. Les arrels pletes s'apliquen a les picades de serps i altres animals.
S'utilitza com a planta ornamental, a causa de la seva llarga floració.